# François Nellens
François Joseph Nellens (Antwerpen, 31 oktober 1880 - Brugge, 17 juni 1934) was een Belgisch bankier en politicus voor de Liberale Partij.

## Levensloop
Nellens (vaak ook met zijn voornaam Joseph genoemd) was getrouwd met Rosalie Claessens. Ze hadden als zoon Gustave Nellens (1907-1971) die, zoals François zelf, een aanzienlijk investeerder en ondernemer was, hoofdzakelijk in Knokke-Heist, en die hierin werd opgevolgd door zijn zoons Jacques Nellens en Roger Nellens.
Hij was bankier en werd in 1923 liberaal senator voor het arrondissement Antwerpen, na het overlijden van Gustave Royers, van wie hij de opvolger was. Hij vervulde dit mandaat tot aan de verkiezingen van mei 1925.
Het senatorschap kwam waarschijnlijk niet op het goede moment voor Nellens. Hij was immers in 1922 eigenaar geworden van een terrein van 220 ha gelegen tussen Heist en Knokke, genaamd Duinbergen. Hij had het aangekocht van de vennootschap 'Knokke-Heist-Extension' van de Brugse families Serweytens en Van Caillie, die zijn belangstelling voor verdere ontwikkeling had verloren, nadat een hevige storm de zeedijk tussen Duinbergen en Knokke over een vierde van zijn lengte had vernield en het achterliggende domein in grote mate had verwoest.
Nellens begon met inspanningen om een breed zandstrand aan te leggen. Hij stond 20 ha aan de staat af, met de voorwaarde dat een nieuwe dijk werd gebouwd 100 meter dieper landinwaarts. Het werd het Albertstrand. Vervolgens begon hij aan de bouw van het Casino Knokke, naar een ontwerp van de jonge Antwerpse architect Léon Stynen. Nellens bouwde ook aan het Zegemeer het Pavillon du Lac, dat later het Hotel La Réserve werd.
Knokke-Heist heeft een Joseph Nellenslaan.